# Braine-le-Comte

Braine-le-Comtes vapen

Braine-le-Comtes läge inom provinsen Hainaut

Braine-le-Comte (nederländska: ’s-Gravenbrakel) är en kommun i provinsen Hainaut i regionen Vallonien i Belgien. Braine-le-Comte hade 20 698 invånare per 1 januari 2008.